# Marco Skulschus
Marco Skulschus (* 1978 in Wuppertal) ist ein Autor und Referent zum Thema Softwareentwicklung mit besonderem Schwerpunkt auf XML.
Er studierte in Wuppertal und Paris Wirtschaftswissenschaft und schloss 2002 mit einer Diplomarbeit zum Thema Semantische Modellierung in XML-Strukturen ab.
Skulschus arbeitet seit 2002 als Referent in der Erwachsenenbildung mit den Qualifikationen Microsoft Certified Trainer und Oracle Certified Associate. Seit 2004 ist er als Berater und Projektleiter im Bereich Softwareentwicklung für Business Intelligence-Systeme tätig.

## Werke
Marco Skulschus ist seit 2002 als Autor für Themen aus dem Bereich Software-Entwicklung und Datenbanken tätig.

### Datenbanken

#### MS SQL Server
- Marco Skulschus: SQL und relationale Datenbanken. Comelio Medien, ISBN 978-3-939701-11-8 (kostenloses E-Book)
- Marco Skulschus, Marcus Wiederstein: MS SQL Server 2005 – T-SQL Programmierung und Abfragen. Comelio Medien, ISBN 978-3-939701-02-6.
- Marco Skulschus, Marcus Wiederstein: MS SQL Server 2005 – XML und SOAP-Webservices. Comelio Medien, ISBN 978-3-939701-03-3.

#### Oracle
- Samuel Michaelis, Marco Skulschus, Marcus Wiederstein: Oracle 10g: Programmierung mit PL/SQL, Java, PHP und C++. Galileo Computing, ISBN 978-3-89842-314-4.
- Samuel Michaelis, Marco Skulschus, Marcus Wiederstein: Oracle 10g: Oracle 10.2 – Programmierung mit C, C++, Java, PHP, PL/SQL: Programmierhandbuch. Galileo Computing, ISBN 978-3-89842-824-8.
- Marco Skulschus, Marcus Wiederstein: Oracle PL/SQL. Comelio Medien, ISBN 978-3-939701-40-8.
- Marco Skulschus, Marcus Wiederstein: Oracle SQL. Comelio Medien, ISBN 978-3-939701-41-5.
- Marco Skulschus, Marcus Wiederstein: Oracle PL/SQL und XML. Comelio Medien, ISBN 978-3-939701-49-1.
- Marco Skulschus, Marcus Wiederstein: Oracle PL/SQL – Objekte und objektrelationale Techniken. Comelio Medien, ISBN 978-3-939701-42-2.
- Marco Skulschus: PHP und Oracle. Comelio Medien, ISBN 978-3-939701-01-9.
- Marco Skulschus, Marcus Wiederstein: bhv Coach Compact. SQL – Ausführlicher und praxisorientierter Einstieg. Bhv Buch, ISBN 978-3-8266-9381-6.

### XML-Technologien
- Marco Skulschus, Marcus Wiederstein, Sarah Winterstone: XML Schema. Comelio Medien, ISBN 978-3-939701-54-5.
- Marco Skulschus, Marcus Wiederstein, Sarah Winterstone: XSLT, XPath und XQuery. Comelio Medien, ISBN 978-3-939701-50-7.
- Marco Skulschus, Marcus Wiederstein: XSL-FO. Comelio Medien, ISBN 978-3-939701-58-3.
- Marco Skulschus, Marcus Wiederstein: XML – Standards und Technologien. Comelio Medien, ISBN 978-3-939701-67-5.
- Marco Skulschus, Daniel Winter, Alexander Muß: XHTML und CSS. Comelio Medien, ISBN 978-3-939701-15-6.
- Marco Skulschus, Marcus Wiederstein: XSLT und XPath für HTML, Text und XML. Mitp-Verlag, ISBN 978-3-8266-1532-0.
- Marco Skulschus, Marcus Wiederstein: XSLT 2.0: Fortgeschrittene Anwendungen. Mitp-Verlag, ISBN 978-3-8266-1530-6.
- Marco Skulschus, Marcus Wiederstein: XSL-FO für PDF und Druck. Mitp-Verlag, ISBN 978-3-8266-1531-3.
- Marco Skulschus, Marcus Wiederstein: XML Schema – Grundlagen, Praxis, Referenz. Galileo Computing, ISBN 978-3-89842-472-1.

### PHP
- Marco Skulschus: PHP und XML. Comelio Medien, ISBN 978-3-939701-00-2.
- Marco Skulschus: PHP – OOP, Design Patterns und UML. Comelio Medien, ISBN 978-3-939701-65-1.
- Marco Skulschus, Marcus Wiederstein: PHP und MySQL –M + T Training Programmierung. Markt + Technik, ISBN 978-3-8272-6298-1.

### Empirische Sozialforschung
- Marco Skulschus, Marcus Wiederstein: Grundlagen empirische Sozialforschung. Comelio Medien, ISBN 978-3-939701-23-1.
- Matthias Rugel, Ludwig Jaskolla, Marco Skulschus: System und Systematik von Fragebögen. Comelio Medien, ISBN 978-3-939701-26-2.

### C#.NET
- Andreas Kiebach, Marco Skulschus: Dynamische .NET-GUIs. Comelio Medien, ISBN 978-3-939701-07-1.

### Sonstige
- Marco Skulschus, Marcus Wiederstein: Adobe Photoshop 7.0 – bhv Coach Compact. vmi Buch, ISBN 978-3-8266-9379-3.
- Marco Skulschus, Marcus Wiederstein: Adobe GoLive 5.0 – Der bhv Coach. vmi Buch, ISBN 978-3-8266-9364-9.
- Marco Skulschus, Marcus Wiederstein: Flash MX – M + T Training Intensiv. Markt + Technik, ISBN 978-3-8272-6023-9.